# Клипова, Людмила Эдуардовна
Людмила Эдуардовна Клипова (укр. Людмила Кліпова, род. 24 июля 1937, Запорожье) — советская пловчиха. Участница летних Олимпийских игр 1956 и 1960 годов. Мастер спорта СССР.

## Биография
Родилась 24 июля 1937 года в городе Запорожье.
Выступала в соревнованиях по плаванию за «Буревестник» из Киева. Тренировалась под руководством Лидии Соболевой.
Трижды выигрывала золотые медали чемпионата СССР по плаванию: в 1960 и 1963 годах в составе сборной Украинской ССР в комбинированной эстафете 4х100 метров, в 1961 году в составе «Буревестника» в эстафете 4х100 метров вольным стилем.
В 1956 году вошла в состав сборной СССР на летних Олимпийских играх в Мельбурне. В плавании на 100 метров на спине заняла 3-е место в полуфинале, показав результат 1 минута 16,1 секунды, уступив 3 секунды попавшей в финал с 1-го места Джудит Гринхэм из Великобритании.
В 1960 году вошла в состав сборной СССР на летних Олимпийских играх в Риме. В плавании на 100 метров на спине заняла 6-е место в полуфинале, показав результат 1.14,5, уступив 5,1 секунды попавшей в финал с 1-го места Линн Бёрк из США.
В 1961 году завоевала золотую медаль летней Универсиады в Софии, победив в составе сборной СССР в эстафете 4х100 метров вольным стилем.

## Награды
- Медаль «За трудовую доблесть» (27.04.1957) — за успехи, достигнутые в деле развития массового физкультурного движения в стране, повышения мастерства советских спортсменов, и успешное выступление на международных соревнованиях